# Gun-Britt Andersson
Back Tyra Gun-Britt Ingegerd Andersson (* 13. September 1942 in Malung, Dalarnas län) ist eine schwedische Diplomatin und Regierungsbeamtin, die unter anderem von 1994 bis 1996 Staatssekretärin im Sozialministerium (Socialdepartementet) sowie von 1996 bis 2003 Staatssekretärin im Außenministerium (Utenriksdepartementet) war. 2003 wurde sie in Paris Ständige Vertreterin bei der Organisation für wirtschaftliche Zusammenarbeit und Entwicklung (OECD) und der UNESCO.

## Leben
Back Tyra Gun-Britt Ingegerd Andersson, Tochter von Backerik Halvar Danielsson und dessen Ehefrau Signe Persson, begann nach dem Schulbesuch ein Studium der Wirtschaftswissenschaften, Politikwissenschaften, Geographie und Mathematik, welches sie 1968 als Filosofie kandidat beendete. Im Anschluss wurde sie Regierungsbeamtin und war zunächst von 1969 bis 1970 Kanzleisekretärin (Kanslisekreterare) im Finanzministerium (Finansdepartementet) sowie im Anschluss von 1970 bis 1975 Kanzleisekretärin und Ministerialsekretärin (Departementssekreterare) im Außenministerium. Danach war sie von 1975 bis 1980 Kanzleichefin der Schwedischen Agentur für Forschungszusammenarbeit mit Entwicklungsländern (Styrelsen för u-landsforskning), der sogenannten SAREC (Swedish Agency for Research Cooperation with Developing Countries) sowie von 1980 bis 1984 erst stellvertretende Leiterin und zuletzt als Ministerialrätin (Departementsråd)Leiterin der Abteilung Entwicklungshilfe an der Botschaft in Tansania mit Sitz in Daressalam. Nach ihrer Rückkehr fungierte sie von 1984 bis 1987 als Leiterin der Personalabteilung der Behörde für internationale Entwicklung (Styrelsen för internationell utveckling). Daneben engagierte sich als Kommunalpolitikerin für die Sozialdemokratische Arbeiterpartei SAP (Sveriges socialdemokratiska arbetareparti) in Järfälla.
Gun-Britt Andersson war von 1987 bis 1992 als Departementsråd Leiter der Abteilung III des Außenministerium und zugleich von 1990 bis 1992 Vorstandsmitglied der Exportkreditbehörde EKN (Exportkreditnämnden), eine zum Außenministerium gehörende Behörde, die schwedische Exporte durch die Ausstellung verschiedener Formen staatlicher Garantien zum Schutz vor Zahlungsausfällen oder anderen Formen von Vertragsbruch fördert. Zugleich war sie von 1988 bis 1992 stellvertretende Vorsitzende der Agentur für internationale technisch-wirtschaftliche Zusammenarbeit BITS (Beredningen för internationellt tekniskt-ekonomiskt samarbete), eine staatliche Hilfsorganisation, die 1995 in die damals neu gegründeten Behörde für Internationale Entwicklung SIDA (Swedish International Development Authority) eingegliedert wurde, sowie außerdem von 1990 bis 1992 stellvertretende Vorsitzende des Ausschusses für Entwicklungshilfe DAC (Development Assistance Committee) der OECD. 1992 wurde sie Leiterin des Büros des Hilfswerks der Vereinten Nationen für Palästina-Flüchtlinge im Nahen Osten UNRWA in Jerusalem.
Nach ihrer Rückkehr war Gun-Britt Andersson von 1994 bis 1996 Staatssekretärin im Sozialministerium (Socialdepartementet) sowie von 1996 bis 2003 Staatssekretärin im Außenministerium (Utenriksdepartementet). Als Staatssekretärin im Außenministerium war sie zuständig für Migrations- und Flüchtlingspolitik sowie seit 1999 auch für Entwicklungshilfe. 2003 wurde sie in Paris Ständige Vertreterin bei der Organisation für wirtschaftliche Zusammenarbeit und Entwicklung (OECD) und der UNESCO. Sie ist Seniorberaterin der Denkfabrik Global utmaning und wurde für ihre Bemühungen im Rahmen der Entwicklungszusammenarbeit 2017 mit dem Preis des Verbandes junger Forscher FUF (Förbundet Unga Forskare) ausgezeichnet.
Sie heiratete 1964 den späteren Wirtschaftsmanager Göran Andersson (* 1942), Sohn des Chauffeurs Einar Andersson und dessen Ehefrau Stina Karlsson. Aus dieser Ehe gingen zwei Kinder hervor.